# Mark P. Witton
Mark Paul Witton (* Juli 1984 in Southend-on-Sea, Essex), meist als Mark P. Witton zitiert, ist ein britischer Wirbeltierpaläontologe, Sachbuchautor und Paläokünstler, der vor allem für seine Forschungen und Illustrationen über Pterosaurier bekannt ist, die ausgestorbenen fliegenden Reptilien, die neben den Dinosauriern lebten. 

## Leben
Witton hat mit Museen und Universitäten auf der ganzen Welt zusammengearbeitet, um ausgestorbene Tiere zu rekonstruieren, u. a. als Berater für die BBC-Serie Der Dino-Planet sowie als Konzeptkünstler bei der Serie Ein Planet vor unserer Zeit (Prehistoric Planet) bei Apple TV+. Er veröffentlichte mehrere von der Kritik gelobte Bücher über Paläontologie und Paläokunst.
2008 wurde er mit der Dissertation The palaeoecology and diversity of pterosaurs zum Ph.D. in Paläobiologie und Evolution an der University of Portsmouth promoviert, wo er gegenwärtig als wissenschaftlicher Mitarbeiter tätig ist.
Seine Forschung befasst sich vor allem mit der Lebensweise, dem Verhalten, der Systematik und der Nomenklatur von Flugsauriern. Sein 2013 erschienenes Buch Pterosaurs: Natural History, Evolution, Anatomy behandelt die Anatomie, die Ökologie und das Aussterben von Flugsauriern und ist zudem vollständig illustriert.
Wittons Paläokunst wird als Teil der modernen „anatomisch-strengen“ Bewegung angesehen. Er veröffentlichte ein Buch, in dem er seine Erfahrungen mit der Rekonstruktion ausgestorbener Tiere in der Kunst beschreibt, und er verfasste ein Handbuch über das Zusammenspiel von Wissenschaft und Kunst bei der Herstellung von Paläokunst, das im August 2018 erschienen ist.
Witton war Erstbeschreiber der Arten Lacusovagus magnificens und Tupuxuara deliradamus.

## Schriften
- Pterosaurs: Natural History, Evolution, Anatomy, 2013
- King Tyrant, 2025

## Galerie
Galerie von Werken Mark P. Wittons:

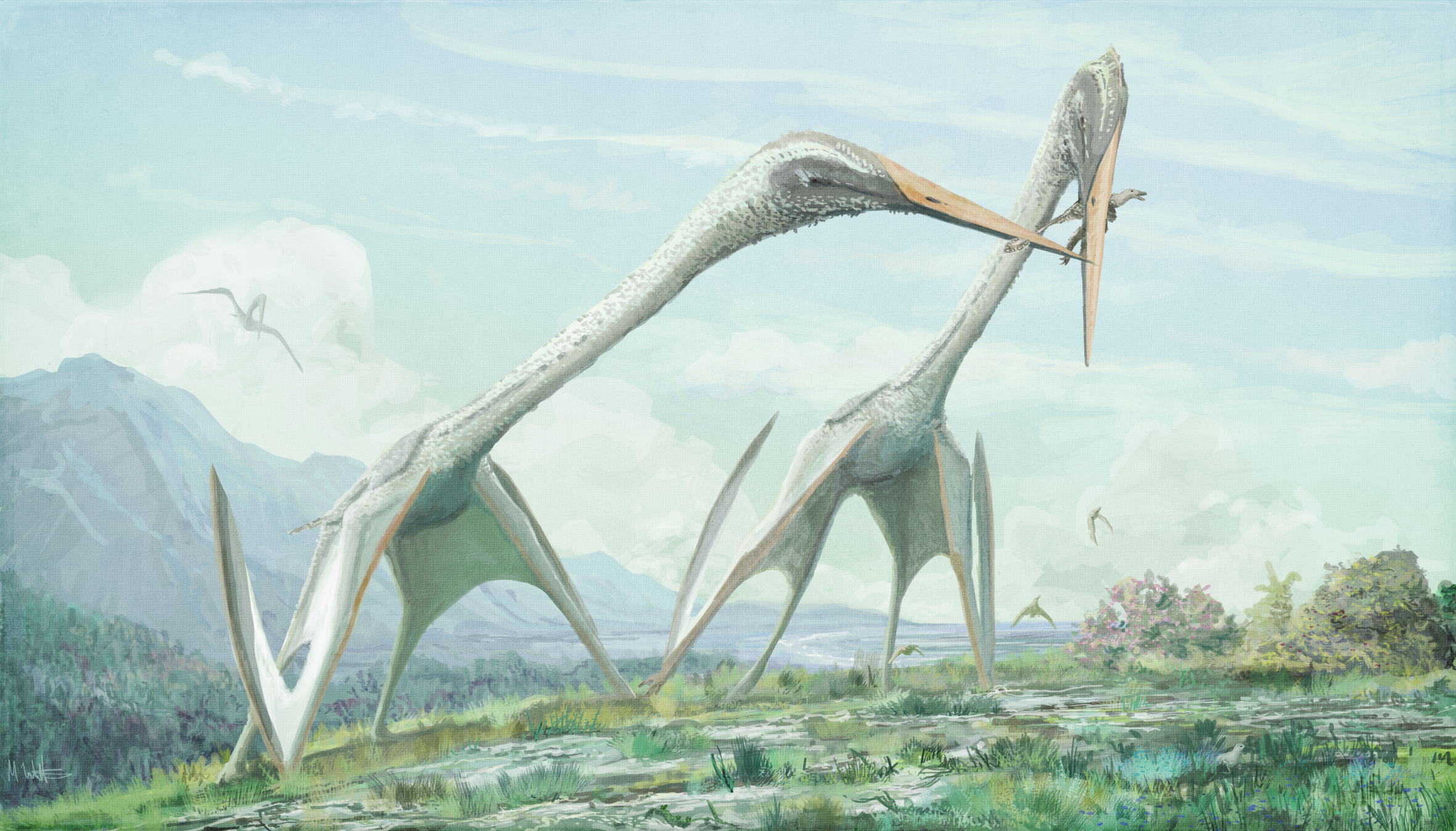
Arambourgiania (2017)
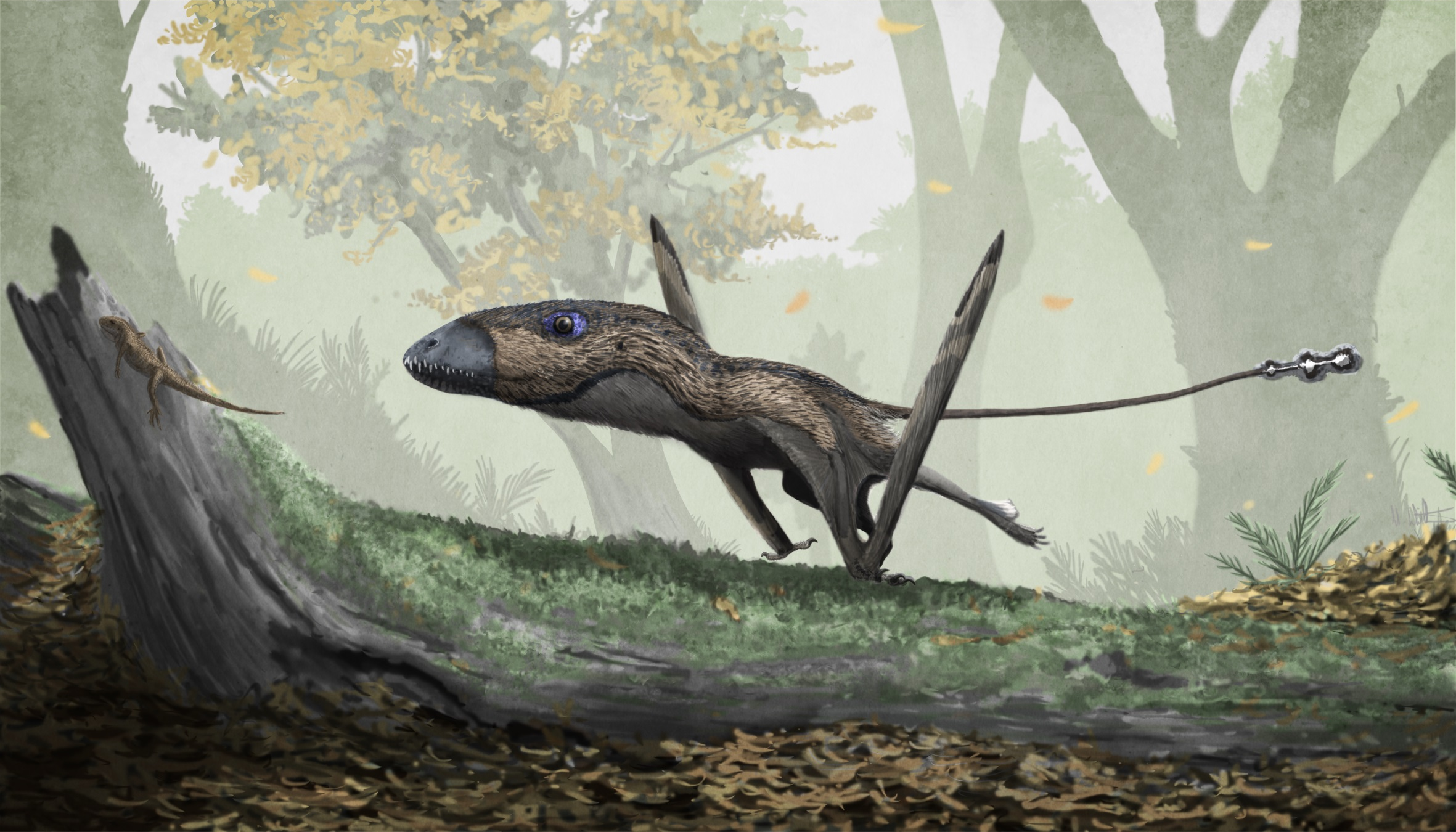
Dimorphodon (2015)
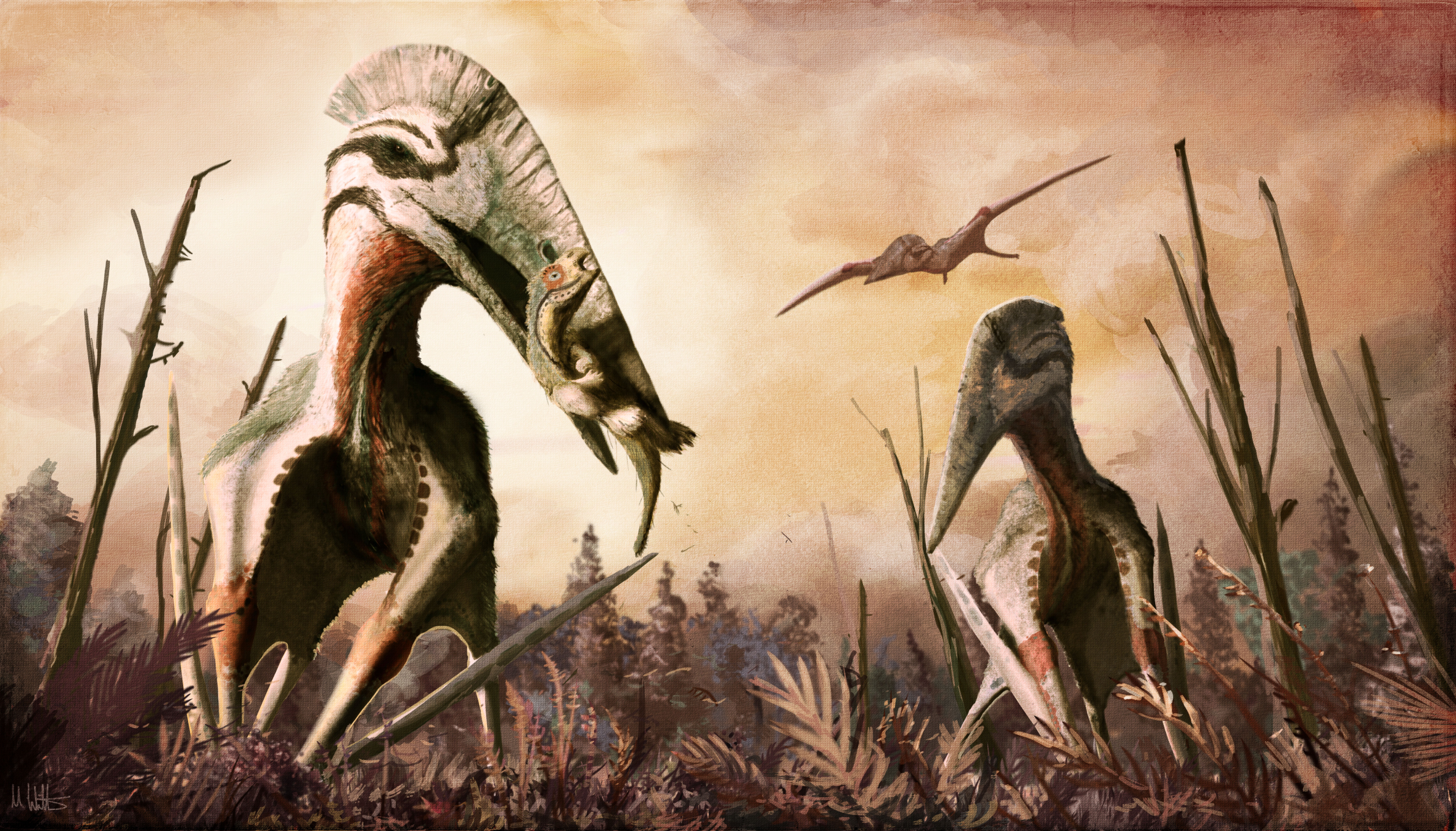
Hatzegopteryx (2017)
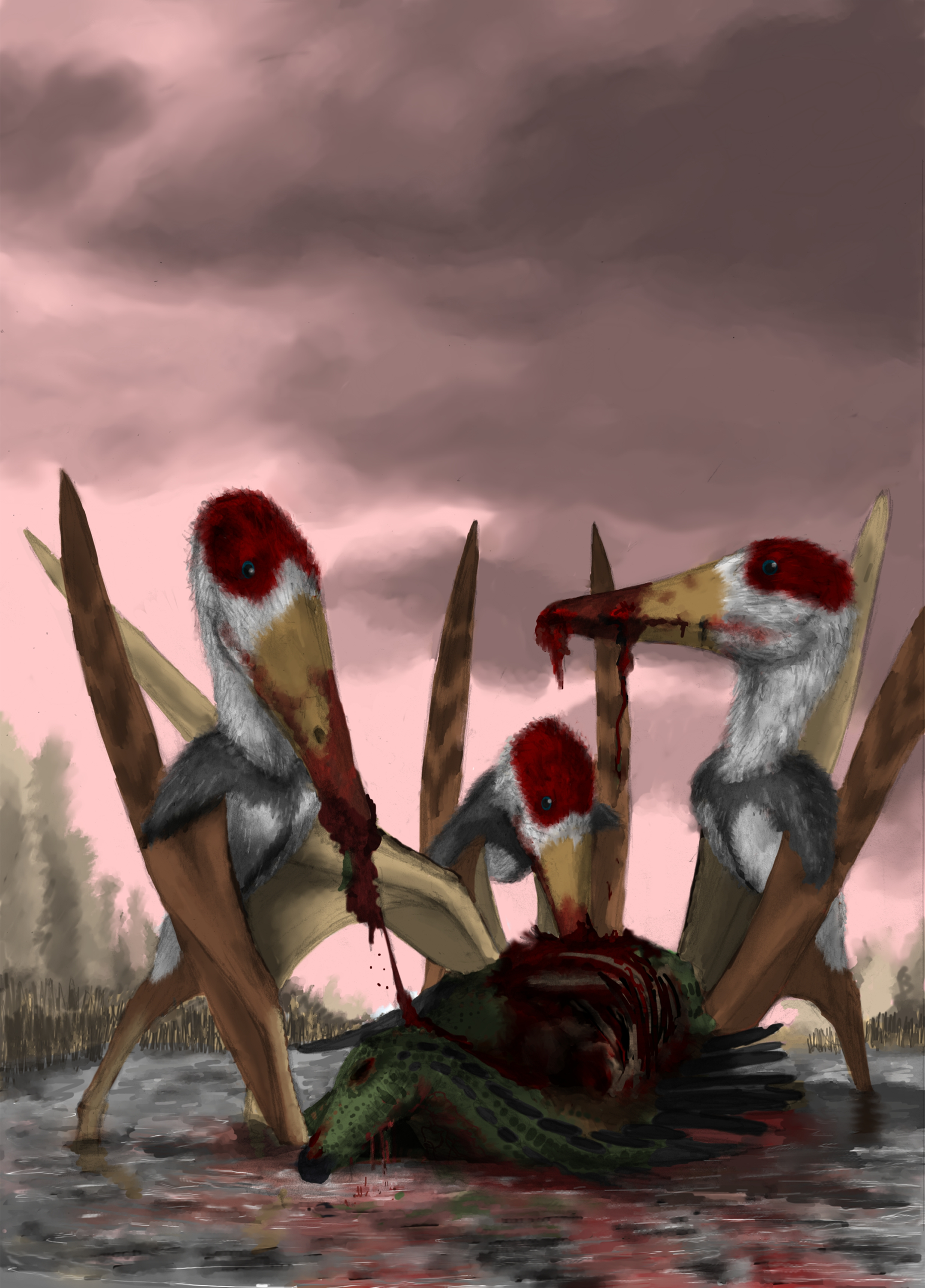
Istiodactylus (2012)
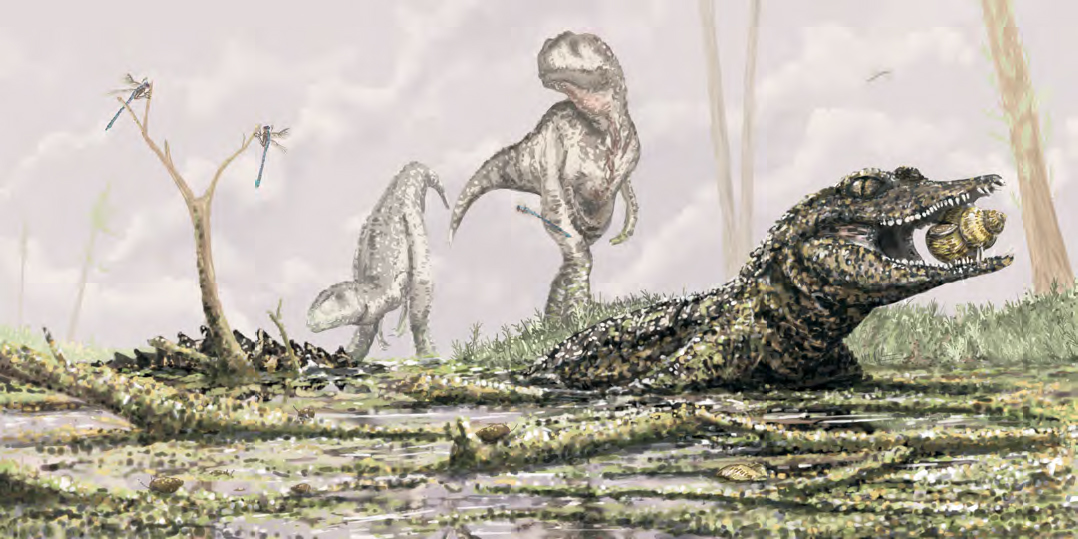
Koumpiodontosuchus (2014)
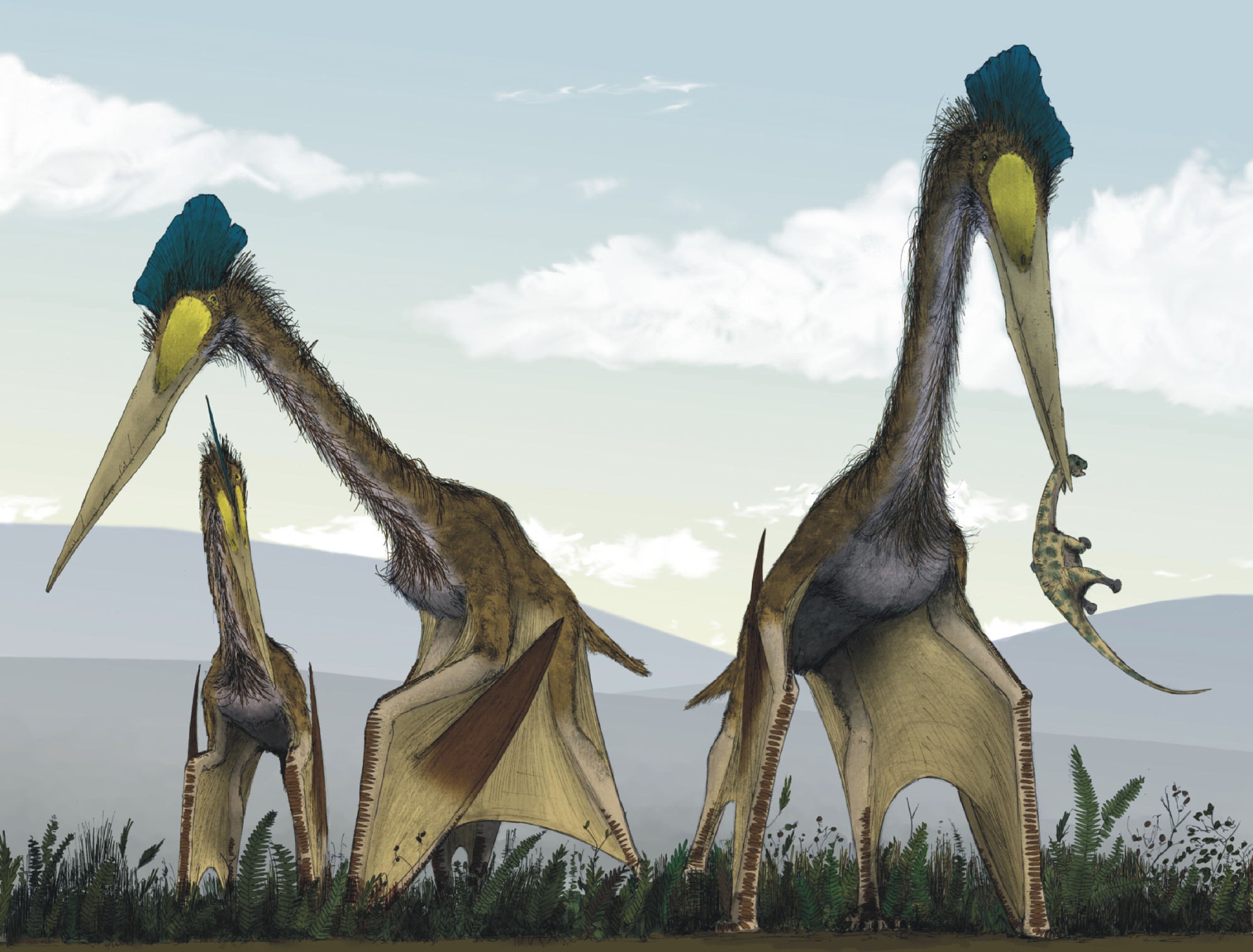
Quetzalcoatlus (2008)